# 巴特甘德斯海姆
巴特甘德斯海姆（德語：Bad Gandersheim，發音：[baːt ˈɡandɐshaɪm] ⓘ）是德国下萨克森州诺特海姆县的城市，面积90.85平方千米，2023年12月31日人口为9,519人。